# Alcácer do Sal
Alcácer do Sal és un municipi portuguès, situat al districte de Setúbal, a la regió d'Alentejo i a la subregió d'Alentejo litoral. L'any 2006 tenia 122.554 habitants. Limita al nord amb Palmela, Vendas Novas i Montemor-o-Novo, al nord-est amb Viana do Alentejo, a l'est amb Alvito, al sud amb Ferreira do Alentejo i Grândola, a l'oest amb Grândola, a través d'un braç de l'estuari del Sado i al nord-oest, a través de l'estuari del Sado, amb Setúbal.

## Població
| Població de l'ajuntament d'Alcácer do Sal (1801 – 2004) | Població de l'ajuntament d'Alcácer do Sal (1801 – 2004) | Població de l'ajuntament d'Alcácer do Sal (1801 – 2004) | Població de l'ajuntament d'Alcácer do Sal (1801 – 2004) | Població de l'ajuntament d'Alcácer do Sal (1801 – 2004) | Població de l'ajuntament d'Alcácer do Sal (1801 – 2004) | Població de l'ajuntament d'Alcácer do Sal (1801 – 2004) | Població de l'ajuntament d'Alcácer do Sal (1801 – 2004) | Població de l'ajuntament d'Alcácer do Sal (1801 – 2004) |
| ------------------------------------------------------- | ------------------------------------------------------- | ------------------------------------------------------- | ------------------------------------------------------- | ------------------------------------------------------- | ------------------------------------------------------- | ------------------------------------------------------- | ------------------------------------------------------- | ------------------------------------------------------- |
| 1801                                                    | 1849                                                    | 1900                                                    | 1930                                                    | 1960                                                    | 1981                                                    | 1991                                                    | 2001                                                    | 2004                                                    |
| 8.253                                                   | 7.913                                                   | 9.606                                                   | 17.596                                                  | 22.167                                                  | 16.370                                                  | 14.512                                                  | 14.287                                                  | 13.624                                                  |

## Freguesies
- Comporta (Alcácer do Sal)
- Santa Maria do Castelo (Alcácer do Sal)
- Santa Susana
- Santiago (Alcácer do Sal)
- São Martinho
- Torrão

## Persones il·lustres
- Pedro Nunes, matemàtic.